# Leschères
Leschères – miejscowość i gmina we Francji, w regionie Burgundia-Franche-Comté, w departamencie Jura.
Według danych na rok 1990 gminę zamieszkiwało 121 osób, a gęstość zaludnienia wynosiła 15 osób/km² (wśród 1786 gmin Franche-Comté Leschères plasuje się na 622. miejscu pod względem liczby ludności, natomiast pod względem powierzchni na miejscu 559.).